# Chelonus azerbajdzhanicus
Chelonus azerbajdzhanicus är en stekelart som beskrevs av Abdinbekova 1971. Chelonus azerbajdzhanicus ingår i släktet Chelonus och familjen bracksteklar. Inga underarter finns listade i Catalogue of Life.